# 太平天國歷史年表
太平天國大事年表按時間先後，列出與太平天國相關的大事。
- 1814年
  - 1月1日（嘉慶十八年十二月初十），洪秀全出生於廣東花縣（今廣州市花都區）福源水村。
- 1832年
  - 洪秀全十九歲，廣州府試再落第。在街頭收到梁發著的《勸世良言》小冊子，未讀、藏之。
- 1837年
  - 洪秀全大病痊癒後，聲稱夢見天父著黑袍於夢境賜寶劍「雲中雪」。
- 1843年
  - 7月 洪秀全與馮雲山、洪仁玕在家乡广东花县建立拜上帝會，自稱上帝之子，並稱呼上帝為天父、耶穌為天兄。
- 1844年
  - 4月 洪秀全、馮雲山等人離開家鄉傳教。
  - 5月 洪秀全及馮雲山到廣西貴縣（廣西貴港）傳教，後馮雲山轉至紫荊山區一帶，洪秀全回廣東。
- 1847年
  - 3月 洪秀全及洪仁玕到廣州，在美國教士羅孝全那裡學習，首次讀到聖經。後來洪秀全請求洗禮，為羅孝全拒絕。
  - 8月 洪秀全回廣西紫荊山，與馮雲山發展拜上帝會。
- 1848年
  - 4月 楊秀清首次假裝「天父下凡」[1]。
  - 10月 蕭朝貴首次假裝「天兄下凡」。
- 1851年
  - 1月 拜上帝會於廣西桂平金田村起義，建國號“太平天国”，改元“太平天国元年”。
  - 3月 洪秀全稱“天王”。
  - 9月 太平軍攻佔永安。
  - 12月 太平天国在永安封東、南、西、北、翼王，建立太平天國基本制度，稱為“永安建制”。
- 1852年
  - 4月 太平軍從永安突圍，進圍桂林。
  - 6月 太平天国 南王 馮雲山傷重死亡。杨秀清与萧朝贵发布《奉天讨胡檄布四方谕》。
  - 9月 太平軍攻長沙，西王蕭朝貴戰死。
- 1853年
  - 1月 太平軍攻陷武漢，清 湖北巡撫 常大淳死。太平軍增至五十萬。曾國藩辦湖南團練，即為湘軍。
  - 2月 太平军攻陷安慶，清 安徽巡撫 蔣文慶自殺。
  - 3月 太平军攻陷南京，清 江寧將軍 祥厚、兩江總督 陸建瀛戰死。南京易名天京，定為太平天国首都。清軍建江南、江北大營。
  - 太平天国颁布《天朝田亩制度》。
  - 4月 港督文咸抵达天京，并于30日声明 英国在清政府与太平天国中的战争中维持中立。
  - 5月 太平軍开始北伐，西征。
- 1854年
  - 1月 太平軍攻克廬州，清 安徽巡撫 江忠源自殺。
  - 2月 清 湖廣總督 吳文鎔戰死。
  - 4月 湘潭之戰、靖港之戰。曾立昌所率的北伐援軍潰敗。
  - 6月 太平軍二克武昌。
  - 10月 清軍收復武昌。
- 1855年
  - 1月 翼王石達開於鄱陽湖口大敗湘軍。
  - 3月 清軍攻下連鎮，北伐軍主將林鳳祥被俘，不久處死。
  - 4月 太平軍三克武昌。
  - 5月 北伐軍全軍覆沒，李開芳被俘後遭處死。
- 1856年
  - 年初 太平天国東征，攻取揚州，破江北大營；石達開破江南大營；天京解圍。
  - 9月 天京事变，太平天国內訌，諸王互殺，東王杨秀清、北王韋昌辉、燕王秦日綱先後被杀。
- 1857年
  - 6月 石達開帶兵出走。
- 1858年
  - 5月 九江失守，太平军守將林啟榮戰死。
  - 9月 李秀成、陳玉成破清军江北大营。
  - 11月 三河镇大捷。
- 1859年
  - 4月 洪仁玕從香港抵天京，封干王。
  - 陳玉成封英王、李秀成封忠王。
  - 7月 洪秀全將九月二日，即東王死亡日期定為東王升天節，以紀念楊秀清，並挽回人心
  - 本年，洪仁玕向洪秀全递交《资政新篇》。
- 1860年
  - 4月 太平軍二破江南大營，迫近上海。
  - 5月 太平军二破江北大營。
  - 6月 上海成立“中外會防局”，由美國人華爾建「洋鎗隊」，助攻太平軍。
- 1861年
  - 9月 安慶失守，太平军守將葉云來戰死。
  - 李鴻章辦淮軍。
  - 12月 李秀成攻佔杭州，清 浙江巡撫 王有齡自殺。
  - 27日 宾汉（H·M·Bingham）照会太平天国，提出了太平天国必须保证不进攻上海、吴淞两地一百里以内地区等四项无理要求
- 1862年
  - 1月 1日 蒙时雍代表太平天国复照宾汉，表示对英国人提出的四项要求“天朝不能应允”。双方谈判破裂。列强放弃中立政策，转而与清政府合作。
  - 2月 洋鎗隊改為常勝軍。
  - 5月 李秀成大敗常勝軍。
  - 6月 陳玉成被清軍殺害。
- 1863年
  - 3月 英國人戈登接任常勝軍管帶。
  - 6月 石達開於大渡河旁投降，在成都被處死。
  - 12月 淮軍、常勝軍攻克蘇州。
- 1864年
  - 5月 31日 英国放弃干预“中国内战”，回到中立政策。
  - 6月 洪秀全病逝，子洪天貴福即位，是为「幼天王」（在位僅43日）。
  - 7月 天京陷落，湘军屠城。
  - 8月 李秀成被清軍處死。
  - 10月 軍師洪仁玕及幼天王洪天貴福先後在江西被俘。
  - 11月 18日 幼天王洪天福贵于南昌被清廷凌遲處死。
  - 23日 洪仁玕于南昌被清廷凌迟处死